# Dieverbrug

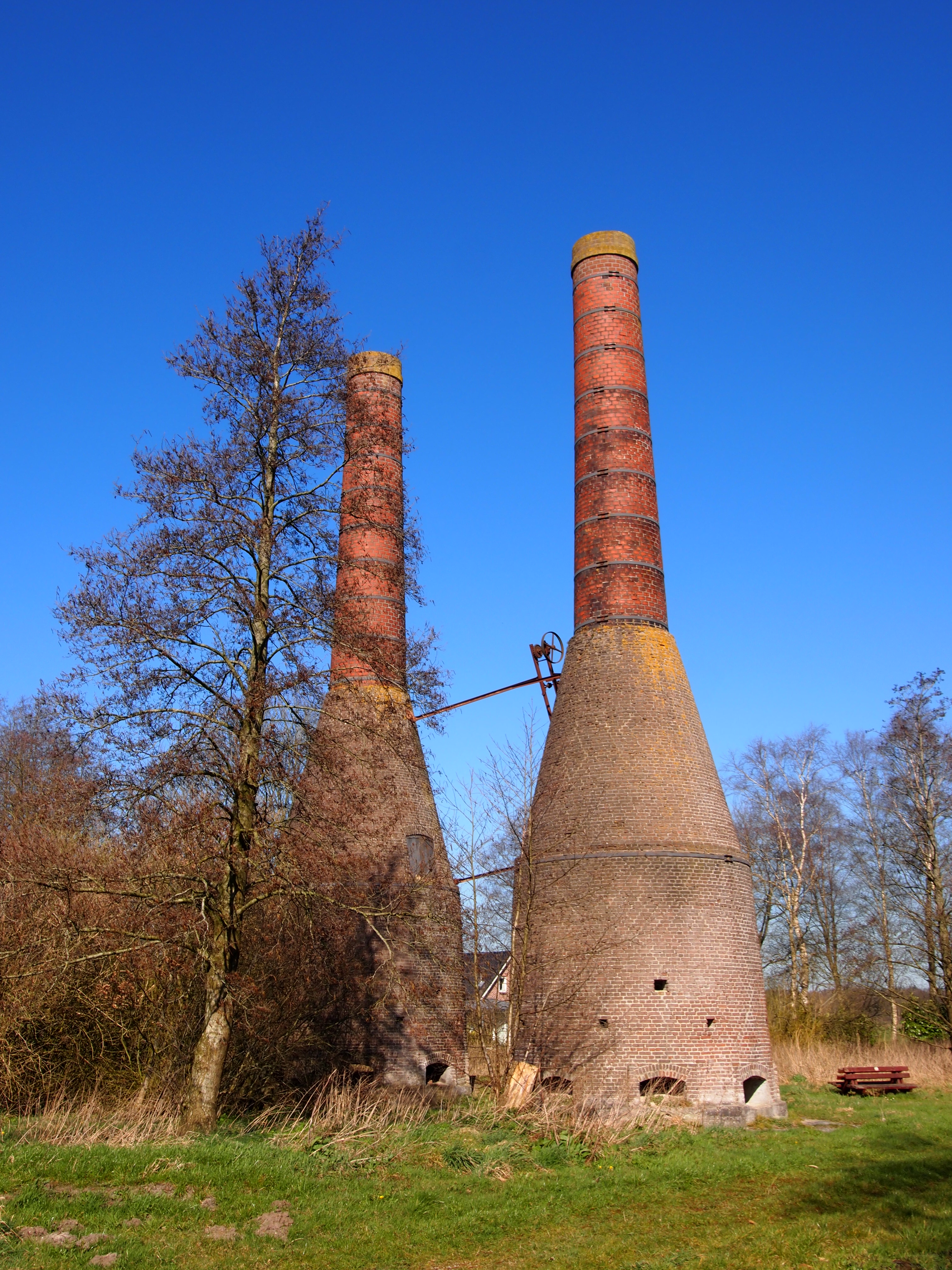
De kalkovens zijn een rijksmonument.

Dieverbrug (Drents: Deverbrogge) is een dorp in de gemeente Westerveld, in de Nederlandse provincie Drenthe. Het is gelegen op de kruising van de provinciale weg N371 met de N855, halverwege tussen Diever en Dwingeloo.
Een brug over de nabije Drentsche Hoofdvaart draagt ook de naam Dieverbrug. In 1840 woonden er in Dieverbrug en vaart 45 inwoners verdeeld over 7 woningen. In de twintigste eeuw groeide het uit tot een echt dorp. In 2023 woonden er 265 inwoners.